# Peter John Lee
Peter John Lee (* 2. Januar 1956 in Ellesmere, England) ist ein ehemaliger kanadischer Eishockeyspieler (Stürmer) der Düsseldorfer EG und der Eisbären Berlin, sowie früherer Trainer und Manager der Eisbären Berlin. Sein Sohn Chris Lee war ebenfalls Eishockeytrainer.

## Karriere
Der in England geborene Lee spielte anfangs in der kanadischen Ontario Hockey League für die Ottawa 67’s, wo er 1976 CHL Player of the Year wurde, und wechselte 1976 für zwei Jahre in die American Hockey League zu den Nova Scotia Voyageurs. Bereits in diesem Jahr wurde er für die World Hockey Association von den Toronto Toros in der zweiten Runde an 21. Stelle und beim NHL Amateur Draft 1976 von den Montréal Canadiens in der ersten Runde an zwölfter Position gedraftet.
Er wechselte jedoch gemeinsam mit Pete Mahovlich nach zwei Monaten in der Saison 1977/78 zu den Pittsburgh Penguins und spielte fünf Jahre erfolgreich in der „besten Liga der Welt“. Seine Bestleistung erzielte er in der Saison 1980/81 mit 64 Punkten in 80 Spielen. Zur Saison 1982/83 spielte er aber nicht nur im NHL Team der Penguins, sondern auch zeitweise im AHL Team der Baltimore Skipjacks. Im Jahr darauf entschloss er sich, sein Glück in Europa zu versuchen.
Die in den frühen 80er Jahren sich in einer sportlichen Krise befindliche Düsseldorfer EG suchte dringend einen guten ausländischen Spieler für den ebenfalls neu zur DEG geholten Russen Wiktor Netschajew, von dem man sich viel versprach, und verpflichtete Lee für die Saison 1983/84. Mit 49 Punkten in 46 Spielen wurde Lee Topscorer des Teams und stellte Netschajew damit in den Schatten. Trotzdem war man nicht hundertprozentig mit ihm zufrieden und überlegte, einen anderen Spieler zu holen.
Die DEG plante aber trotzdem weiter mit ihm, warf Netschajew raus und verpflichtete zur darauf folgenden Saison 1984/85 mit dem Kanadier Chris Valentine vom NHL Club Washington Capitals einen Landsmann, was zum Startschuss zu einer unvergleichlichen Karriere beider Spieler in Deutschland führen sollte. Der Center Valentine und der Außenstürmer Lee wurden zu kongenialen Partnern, die sportlich bei der DEG und im deutschen Eishockey überhaupt für ein Jahrzehnt zu den Topstars gehörten. Jahr für Jahr gehörten sie zu den Topscorern in der Bundesliga. Da die DEG zudem im Laufe der Jahre weitere wichtige Spielerverpflichtungen wie die Verteidiger Ulrich Hiemer, Mike Schmidt und Andreas Niederberger, sowie die Stürmer Dieter Hegen, Gerd Truntschka, Roy Roedger und Manfred Wolf tätigen konnte, wurde man auch wieder ernstzunehmender Meisterschaftsaspirant.
1990 war es dann soweit. Nach zwei verlorenen Finalteilnahmen 1986 und 1989 wurde die DEG nicht zuletzt durch Peter Lee und Chris Valentine Deutscher Meister 1990 und verteidigte den Titel noch weitere drei Mal (1991, 1992 und 1993). Der mittlerweile 36-jährige Lee beendete nach dem vierten Meistertitel in Folge mit der DEG seine aktive Laufbahn und siedelte zurück nach Kanada.
Nachdem auch Chris Valentine seine Karriere beendet hatte, entschloss sich die DEG umgehend die Rückennummern von Peter Lee (12) und Chris Valentine (10) zu sperren und zur Erinnerung an zwei der größten Spieler der Vereinsgeschichte und des deutschen Eishockeys nie mehr zu vergeben. Seitdem hingen Banner mit diesen beiden Rückennummern unter dem Dach des Düsseldorfer Eisstadions an der Brehmstraße. Zur Saison 2006/07, als die DEG den neuen ISS-Dome als künftige Spielstätte einweihte, wurden die Banner zusammen mit den acht Meisterbannern in die neue Sportstätte gebracht und hängen nun dort.
Lees weitere Berufsplanungen sahen die Leitung einer Eishockeyschule für Kinder vor, zudem engagierte er sich als Trainer für sein früheres Team, den Ottawa 67’s, wo er als Coach in der OHL-Saison 1994/95 22 Siege, 38 Niederlagen und 6 Unentschieden verbuchen konnte. Jedoch mit dieser Tätigkeit unzufrieden, zog es ihn wieder zurück nach Europa, wo er sich dem zweitklassigen Team des EHC Wolfsburg anschloss.
Für Wolfsburg erzielte er in 16 Spielen 25 Punkte, konnte aber nicht mehr sportlich derart überzeugen, so dass die Fachpresse überwiegend von einem Fehler sprach, überhaupt nochmal die Spielerkarriere begonnen zu haben. Umso erstaunlicher erschien das Angebot des DEL-Clubs Eisbären Berlin, dem nun mittlerweile 39-jährigen Lee einen Vertrag für das DEL-Team zu unterbreiten. Lee nahm an und spielte noch zwei Jahre sehr ansprechend für den Club aus Berlin-Hohenschönhausen, bis er 1997 endgültig seine aktive Karriere beendete.

## Trainer und Manager
Die Eisbären Berlin sicherten sich Lees Dienste auch nach seinem Karriereende. Die darauf folgenden drei Jahre fungierte er als Trainer des DEL-Teams, jedoch ohne größere Erfolge einzufahren. Resigniert nahm er Abstand vom Trainerjob und wechselte in den Managementbereich des Clubs, der mittlerweile vom US-Milliardär Philip Anschutz übernommen wurde. Dieser steckte hohe finanzielle Beträge in den Klub und legt Wert auf ein solides Management.
Im Laufe der folgenden Jahre gelang es Manager Lee durch kluge Einkaufspolitik von Überseeprofis und der Einbindung von Spielern der fundierten Eisbären-Nachwuchsarbeit immer wieder, ein schlagkräftiges Team zu formen, welches die Deutschen Meistertitel der Jahre 2005, 2006, 2008, 2009, 2011, 2012 und 2013 sowie 2008 den Deutschen Eishockeypokal erringen konnte. Zusätzlich war er zeitweise als Assistent von Ralph Krueger bei der Schweizer Nationalmannschaft engagiert.
Im Sommer 2021 beendete Lee seine Tätigkeit bei den Eisbären, ist aber weiterhin, unter anderem im Aufsichtsrat der Eisbären Juniors Berlin e. V.

## Erfolge und Auszeichnungen
- 1976 Jim Mahon Memorial Trophy
- 1976 CHL Player of the Year
- 1977 Calder-Cup-Gewinn mit den Nova Scotia Voyageurs
- 2008 Aufnahme in die Hockey Hall of Fame Deutschland

## Karrierestatistik
- Pittsburgh Penguins (NHL) 1977/78 bis 1982/83 – 450 Spiele – 114 Tore – 139 Assists = 253 Punkte – 261 Minuten
- Düsseldorfer EG – 1983/1984 bis 1992/93 – 450 Spiele – 340 Tore + 334 Ass. = 674 Punkte – 492 Minuten – 4 Meistertitel
- EHC Wolfsburg – 1995/96 – 16 Spiele – 14 Tore + 11 Assists = 25 Punkte – 61 Minuten
- Eisbären Berlin – 1995/96 bis 1996/97 – 71 Spiele – 21 Tore + 20 Ass. = 41 Punkte – 78 Minuten